# Magomed Adiyev
Magomed Musayevich Adiyev - em russo, Магомед Мусаевич Адиев (Grózni, 30 de junho de 1977) é um ex-futebolista e treinador de futebol russo que atuava como atacante. Atualmente comanda a Seleção Cazaque.

## Carreira como jogador
Depois de jogar na base do Terek Grozny (atualAkhmat Grozny) e do RSDYuShOR-2 Makhachkala, Adiyev estreou como profissional em 1994, no Ingushetiya Nazran, aos 16 anos de idade. Defendeu ainda o Anzhi Makhachkala (alternando entre os times principal e reserva) por 3 temporadas antes de assinar com o CSKA Moscou em 1999, tendo disputado apenas 4 jogos antes de se transferir para o Sokol Saratov no mesmo ano. Em 2000 atuou pelo time reserva do 
Spartak Moscou, regressando ao Anzhi pouco depois.
Defendeu ainda Zhenis Astana, Terek Grozny, Kryvbas Kryvyi Rih e Nizhny Novgorod, onde encerrou a carreira em 2009.

## Seleção Russa
Adiyev defendeu a seleção Sub-21 da Rússia em 5 partidas e marcou 2 gols, todos em 1999.

## Carreira de treinador
Depois de passar um período como auxiliar no Nizhny Novgorod (última equipe de Adiyev como jogador) e também como treinador dos times B de Volga Nizhny Novgorod e Terek Grozny, estreou como técnico de uma equipe principal em 2017, no Legion-Dynamo. Treinou ainda o Anzhi entre 2018 e 2019, sendo novamente assistente no agora renomeado Akhmat Grozny em uma curta passagem antes de assumir o comando do Chayka Peschanokopskoye, da segunda divisão russa.
Em abril de 2021, foi contratado pelo Shakhter Karagandy, permanecendo até maio de 2022, quando foi anunciado como novo técnico do Cazaquistão, renovando seu vínculo com a seleção por mais 2 anos. Sob o comando de Adiyev, os cazaques obtiveram resultados de destaque na Liga das Nações da UEFA C e também nas eliminatórias para a Eurocopa de 2024.

## Títulos
Terek Grozny
- Copa da Rússia: 2003–04
- Primeira Divisão Russa: 2004